# 1. Frauen-Fußball-Club Frankfurt 2016-2017
Questa voce raccoglie le informazioni riguardanti la squadra femminile del 1. Frauen-Fußball-Club Frankfurt nelle competizioni ufficiali della stagione 2016-2017.

## Divise e sponsor
Le tenute di gioco riprendono i colori sociali della società, il bianco e il nero. Lo sponsor principale è l'istituto di credito Commerzbank, il fornitore delle tenute Adidas.
| Casa | Trasferta |

## Organigramma societario
Estratti dal sito ufficiale e DFB.
Area amministrativa
- Dirigente: Siegfried Dietrich

Area tecnica
- Allenatore: Matt Ross
- Vice allenatore: Kai Rennich
- Preparatore dei portieri: Mario Gros, Mathias Bolz
- Preparatore atletico: Torsten Schröder
- Fisioterapisti: Anne Lacroix, Uwe Schröder
- Medico: Hans-Joachim Kerger

## Rosa
Rosa, ruoli e numeri di maglia come da sito ufficiale e sito DFB.
| N. |                        | Ruolo | Calciatrice         |
| -- | ---------------------- | ----- | ------------------- |
| 1  | Germania (bandiera)    | P     | Desirée Schumann    |
| 2  | Germania (bandiera)    | C     | Alexandra Emmerling |
| 3  | Germania (bandiera)    | D     | Laura Störzel       |
| 4  | Germania (bandiera)    | D     | Kathrin Hendrich    |
| 5  | Germania (bandiera)    | D     | Selina Ostermeier   |
| 6  | Germania (bandiera)    | C     | Saskia Matheis      |
| 7  | Germania (bandiera)    | C     | Isabella Möller     |
| 10 | Giappone (bandiera)    | A     | Yūki Nagasato       |
| 11 | Germania (bandiera)    | A     | Mandy Islacker      |
| 12 | Canada (bandiera)      | C     | Sophie Schmidt      |
| 13 | Germania (bandiera)    | D     | Marith Prießen      |
| 14 | Paesi Bassi (bandiera) | C     | Jackie Groenen      |
| 15 | Germania (bandiera)    | A     | Julia Matuschewski  |
| 16 | Germania (bandiera)    | D     | Janina Hechler      |

| N. |                      | Ruolo | Calciatrice            |
| -- | -------------------- | ----- | ---------------------- |
| 17 | Germania (bandiera)  | A     | Nadine Anstatt         |
| 18 | Germania (bandiera)  | C     | Celine Brandt          |
| 19 | Germania (bandiera)  | A     | Theresa Panfil         |
| 21 | Svizzera (bandiera)  | A     | Ana-Maria Crnogorčević |
| 23 | Danimarca (bandiera) | A     | Lise Munk              |
| 25 | Germania (bandiera)  | D     | Saskia Bartusiak       |
| 26 | Germania (bandiera)  | P     | Cara Bösl              |
| 27 | Germania (bandiera)  | D     | Peggy Nietgen          |
| 28 | Germania (bandiera)  | C     | Lisa Ebert             |
| 30 | Germania (bandiera)  | P     | Anne-Kathrine Kremer   |
| 31 | Germania (bandiera)  | C     | Tanja Pawollek         |
|    | Germania (bandiera)  | A     | Celine Karich          |
|    | Germania (bandiera)  | A     | Valentina Limani       |

## Calciomercato

### Sessione estiva
| Acquisti | Acquisti       | Acquisti  | Acquisti   |
| R.       | Nome           | da        | Modalità   |
| -------- | -------------- | --------- | ---------- |
| C        | Tanja Pawollek | Rosenhöhe | definitivo |
| A        | Lise Munk      | Colonia   | definitivo |

| Cessioni | Cessioni           | Cessioni              | Cessioni                       |
| R.       | Nome               | a                     | Modalità                       |
| -------- | ------------------ | --------------------- | ------------------------------ |
| P        | Anke Preuß         | AGSM Verona           | definitivo                     |
| D        | Melissa Friedrich  | Bayer Leverkusen      | definitivo                     |
| D        | Ebru Uzungüney     | Schott Mainz          | definitivo                     |
| C        | Simone Laudehr     | Bayern Monaco         | definitivo                     |
| C        | Isabelle Linden    | Birmingham City       | definitivo                     |
| C        | Dzsenifer Marozsán | Olympique Lione       | definitivo                     |
| C        | Emily van Egmond   | Wolfsburg             | definitivo                     |
| A        | Nadine Anstatt     | 1. FFC Francoforte II | aggregata alla squadra riserve |
| A        | Valentina Limani   | 1. FFC Francoforte II | aggregata alla squadra riserve |
| A        | Julia Matuschewski | 1. FFC Francoforte II | aggregata alla squadra riserve |

### Sessione invernale
| Acquisti | Acquisti      | Acquisti              | Acquisti                        |
| R.       | Nome          | da                    | Modalità                        |
| -------- | ------------- | --------------------- | ------------------------------- |
| C        | Celine Brandt | 1. FFC Francoforte II | aggregata dalla squadra riserve |

| Cessioni         | Cessioni      | Cessioni      | Cessioni   |
| R.               | Nome          | a             | Modalità   |
| ---------------- | ------------- | ------------- | ---------- |
|                  |               |               |            |
| Altre operazioni |               |               |            |
| R.               | Nome          | a             | Modalità   |
| A                | Yūki Nagasato | Chicago Stars | definitivo |

## Risultati

### Frauen-Bundesliga

#### Girone di andata
| Arbitro: | Biehl (Siesbach) |

|                                                                               |           |  |
| Islacker 1’, 17’, 45+1’ Schmidt 6’ Crnogorčević 35’, 65’ Prießen 71’ Munk 78’ | Marcatori |  |

| Arbitro: | Söder (Ingolstadt) |

|                               |           |  |
| Lindner 3’ Kemme 78’ Huth 79’ | Marcatori |  |

| Arbitro: | Derlin (Bad Schwartau) |

|                                   |           |                           |
| Nagasato 90+1’ Crnogorčević 90+2’ | Marcatori | 59’ Doorsoun 88’ Schüller |

| Friburgo in Brisgovia 1º ottobre 2016, ore 16:30 CEST 4ª giornata | Friburgo                | 0 – 0 referto | 1. FFC Francoforte | Möslestadion (450 spett.)\| Arbitro: \| Baitinger (Friesenheim) \| |
| Arbitro:                                                          | Baitinger (Friesenheim) |               |                    |                                                                    |

| Arbitro: | Haider (Roth) |

|                                         |           |            |
| Islacker 64’ Nagasato 32’ Anstatt 90+1’ | Marcatori | 51’ Arnold |

| Wolfsburg 30 ottobre 2016, ore 14:00 CET 6ª giornata | Wolfsburg          | 0 – 0 referto | 1. FFC Francoforte | AOK Stadion (2 006 spett.)\| Arbitro: \| Söder (Ingolstadt) \| |
| Arbitro:                                             | Söder (Ingolstadt) |               |                    |                                                                |

| Arbitro: | Diekmann (Dortmund) |

|                               |           |                       |
| Islacker 22’, 60’ Groenen 73’ | Marcatori | 16’ Weber 90’ Csiszár |

| Arbitro: | Appelmann (Alzey) |

|            |           |  |
| Rolser 27’ | Marcatori |  |

| Arbitro: | Westerhoff (Bochum) |

|              |           |  |
| Islacker 71’ | Marcatori |  |

| Arbitro: | Heimann (Gladbeck) |

|                            |           |                          |
| Pankratz 52’ Schneider 70’ | Marcatori | 24’ Störzel 26’ Islacker |

| Arbitro: | Biehl (Siesbach) |

|                                |           |              |
| Hendrich 42’ Islacker 45’, 75’ | Marcatori | 86’ Caldwell |

#### Girone di ritorno
| Arbitro: | Kunkel (Amburgo) |

|  |           |                   |
|  | Marcatori | 31’, 38’ Islacker |

| Arbitro: | Diekmann (Dortmund) |

|              |           |           |
| Islacker 28’ | Marcatori | 37’ Wälti |

| Arbitro: | Hussein (Bad Harzburg) |

|  |           |                               |
|  | Marcatori | 26’ (rig.), 31’, 77’ Islacker |

| Arbitro: | Söder (Ingolstadt) |

|             |           |             |
| Schmidt 26’ | Marcatori | 77’ Kayikçi |

| Arbitro: | Stolz (Pritzwalk) |

|  |           |              |
|  | Marcatori | 28’ Islacker |

| Arbitro: | Biehl (Siesbach) |

|             |           |                                                              |
| Groenen 27’ | Marcatori | 30’, 68’ Dickenmann 47’ Harder 79’ Pajor 90+1’ Graham Hansen |

| Arbitro: | Diekmann (Dortmund) |

|                              |           |                          |
| Schwab 5’ Barth 90+1’ (rig.) | Marcatori | 29’ Pawollek 75’ Schmidt |

| Arbitro: | Heimann (Gladbeck) |

|                                                  |           |                        |
| Islacker 17’ (rig.), 71’ Groenen 20’ Hechler 80’ | Marcatori | 42’ Abbé 60’ Wenninger |

| Arbitro: | Kunkel (Amburgo) |

|              |           |                         |
| Weichelt 72’ | Marcatori | 9’ Groenen 34’ Nagasato |

| Arbitro: | Söder (Ingolstadt) |

|                  |           |                             |
| Crnogorčević 29’ | Marcatori | 1’, 33’ Zeller 69’ Pankratz |

| Arbitro: | Weigelt (Lipsia) |

|            |           |  |
| Burger 63’ | Marcatori |  |

### DFB-Pokal der Frauen
| Arbitro: | Pieczonka (Erding) |

|  |           |                   |
|  | Marcatori | 30’, 79’ Islacker |

| Arbitro: | Schlemmer (Nußbach) |

|                                       |           |                   |
| Groenen 61’ Islacker 70’ Nagasato 89’ | Marcatori | 59’, 67’ Hartmann |

| Arbitro: | Wacker (Lehrensteinsfeld) |

|                         |           |  |
| Kayikçi 6’ Starke 90+4’ | Marcatori |  |

## Statistiche

### Statistiche di squadra
| Competizione         | Punti | In casa | In casa | In casa | In casa | In casa | In casa | In trasferta | In trasferta | In trasferta | In trasferta | In trasferta | In trasferta | Totale | Totale | Totale | Totale | Totale | Totale | DR  |
| Competizione         | Punti | G       | V       | N       | P       | Gf      | Gs      | G            | V            | N            | P            | Gf           | Gs           | G      | V      | N      | P      | Gf     | Gs     | DR  |
| -------------------- | ----- | ------- | ------- | ------- | ------- | ------- | ------- | ------------ | ------------ | ------------ | ------------ | ------------ | ------------ | ------ | ------ | ------ | ------ | ------ | ------ | --- |
| Frauen-Bundesliga    | 37    | 11      | 6       | 3       | 2       | 28      | 18      | 11           | 4            | 4            | 3            | 12           | 10           | 22     | 10     | 7      | 5      | 40     | 28     | +12 |
| DFB-Pokal der Frauen | -     | 1       | 1       | 0       | 0       | 3       | 2       | 2            | 1            | 0            | 1            | 2            | 2            | 3      | 2      | 0      | 1      | 5      | 4      | +1  |
| Totale               | -     | 12      | 7       | 3       | 2       | 31      | 20      | 13           | 5            | 4            | 4            | 14           | 12           | 25     | 12     | 7      | 6      | 45     | 32     | +13 |

### Andamento in campionato
| Giornata  | 1 | 2 | 3 | 4 | 5 | 6 | 7 | 8 | 9 | 10 | 11 | 12 | 13 | 14 | 15 | 16 | 17 | 18 | 19 | 20 | 21 | 22 |
| --------- | - | - | - | - | - | - | - | - | - | -- | -- | -- | -- | -- | -- | -- | -- | -- | -- | -- | -- | -- |
| Luogo     | C | T | C | T | C | T | C | T | C | T  | C  | T  | C  | T  | C  | T  | C  | T  | C  | T  | C  | T  |
| Risultato | V | P | N | N | V | N | V | P | V | N  | V  | V  | N  | V  | N  | V  | P  | N  | V  | V  | P  | P  |
| Posizione | 1 | 7 | 6 | 7 | 6 | 6 | 6 | 6 | 6 | 7  | 6  | 5  | 5  | 4  | 4  | 4  | 5  | 5  | 5  | 5  | 5  | 5  |

Legenda:

Luogo: C = Casa; T = Trasferta. Risultato: V = Vittoria; N = Pareggio; P = Sconfitta.

### Statistiche delle giocatrici
| Giocatore         | Frauen-Bundesliga | Frauen-Bundesliga | Frauen-Bundesliga | Frauen-Bundesliga | DFB-Pokal der Frauen | DFB-Pokal der Frauen | DFB-Pokal der Frauen | DFB-Pokal der Frauen | Totale   | Totale | Totale      | Totale     |
| Giocatore         | Presenze          | Reti              | Ammonizioni       | Espulsioni        | Presenze             | Reti                 | Ammonizioni          | Espulsioni           | Presenze | Reti   | Ammonizioni | Espulsioni |
| ----------------- | ----------------- | ----------------- | ----------------- | ----------------- | -------------------- | -------------------- | -------------------- | -------------------- | -------- | ------ | ----------- | ---------- |
| N. Anstatt        | 6                 | 1                 | 0                 | 0                 | 1                    | 0                    | 0                    | 0                    | 7        | 1      | 0           | 0          |
| S. Bartusiak      | 22                | 0                 | 3                 | 0                 | 2                    | 0                    | 0                    | 0                    | 24       | 0      | 3           | 0          |
| C. Bösl           | 6                 | -9                | 0                 | 0                 | 0                    | 0                    | 0                    | 0                    | 6        | -9     | 0           | 0          |
| C. Brandt         | 0                 | 0                 | 0                 | 0                 | -                    | -                    | -                    | -                    | 0        | 0      | 0           | 0          |
| A. Crnogorčević   | 12                | 4                 | 0                 | 0                 | 1                    | 0                    | 0                    | 0                    | 13       | 4      | 0           | 0          |
| L. Ebert          | 0                 | 0                 | 0                 | 0                 | 1                    | 0                    | 0                    | 0                    | 1        | 0      | 0           | 0          |
| A. Emmerling      | 0                 | 0                 | 0                 | 0                 | 1                    | 0                    | 0                    | 0                    | 1        | 0      | 0           | 0          |
| J. Groenen        | 22                | 4                 | 4                 | 0                 | 2                    | 1                    | 1                    | 0                    | 24       | 5      | 5           | 0          |
| J. Hechler        | 13                | 1                 | 0                 | 0                 | 3                    | 0                    | 0                    | 0                    | 16       | 1      | 0           | 0          |
| K. Hendrich       | 22                | 1                 | 2                 | 0                 | 3                    | 0                    | 0                    | 0                    | 25       | 1      | 2           | 0          |
| M. Islacker       | 19                | 19                | 2                 | 0                 | 3                    | 3                    | 2                    | 0                    | 22       | 22     | 4           | 0          |
| C. Karich         | 1                 | 0                 | 0                 | 0                 | -                    | -                    | -                    | -                    | 1        | 0      | 0           | 0          |
| A-K. Kremer       | 2                 | -3                | 0                 | 0                 | 0                    | 0                    | 0                    | 0                    | 2        | -3     | 0           | 0          |
| V. Limani         | 1                 | 0                 | 0                 | 0                 | -                    | -                    | -                    | -                    | 1        | 0      | 0           | 0          |
| S. Matheis        | 16                | 0                 | 0                 | 0                 | 3                    | 0                    | 0                    | 0                    | 19       | 0      | 0           | 0          |
| J. Matuschewski   | 7                 | 0                 | 0                 | 0                 | 1                    | 0                    | 0                    | 0                    | 8        | 0      | 0           | 0          |
| I. Möller         | 2                 | 0                 | 0                 | 0                 | 1                    | 0                    | 0                    | 0                    | 3        | 0      | 0           | 0          |
| L. Munk           | 18                | 1                 | 0                 | 0                 | 3                    | 0                    | 0                    | 0                    | 21       | 1      | 0           | 0          |
| Y. Nagasato       | 19                | 3                 | 0                 | 0                 | 3                    | 1                    | 0                    | 0                    | 22       | 4      | 0           | 0          |
| P. Nietgen        | 11                | 0                 | 2                 | 0                 | 2                    | 0                    | 0                    | 0                    | 13       | 0      | 2           | 0          |
| S. Ostermeier     | 1                 | 0                 | 0                 | 0                 | 2                    | 0                    | 0                    | 0                    | 3        | 0      | 0           | 0          |
| T. Panfil         | -                 | -                 | -                 | -                 | -                    | -                    | -                    | -                    | -        | -      | -           | -          |
| T. Pawollek       | 19                | 1                 | 2                 | 0                 | 1                    | 0                    | 0                    | 0                    | 20       | 1      | 2           | 0          |
| M. Prießen        | 21                | 1                 | 1                 | 0                 | 3                    | 0                    | 0                    | 0                    | 24       | 1      | 1           | 0          |
| S. Schmidt        | 21                | 3                 | 3                 | 0                 | 1                    | 0                    | 0                    | 0                    | 22       | 3      | 3           | 0          |
| B. Schulze-Solano | 3                 | 0                 | 0                 | 0                 | -                    | -                    | -                    | -                    | 3        | 0      | 0           | 0          |
| D. Schumann       | 14                | -16               | 0                 | 0                 | 3                    | -4                   | 0                    | 0                    | 17       | -20    | 0           | 0          |
| L. Störzel        | 20                | 1                 | 1                 | 0                 | 2                    | 0                    | 0                    | 0                    | 22       | 1      | 1           | 0          |